# Rudi Wekker
Rudi Wekker (* 23. Juni 1927 in Stettin; † 30. Mai 2025) war ein deutscher Ingenieur und Politiker (SED). Er war zuletzt Sonderbeauftragter der Regierung der DDR in Libyen.

## Leben und Wirken
Rudi Wekker studierte nach einem Vorsemester an der Universität Halle an der Technischen Hochschule Dresden und erlangte 1953 den akademischen Grad eines Diplom-Ingenieurs für Schwachstromtechnik. Sein Einstieg ins Berufsleben erfolgte im VEB Funkwerk Berlin-Köpenick, wo er zum Entwicklungsdirektor avancierte. 1959 wurde er Mitarbeiter der Staatlichen Plankommission (SPK). Diese beschloss 1962 die Bildung einer neuen Abteilung „Elektronik“. In ihr war Wekker Leiter des Sektors „Technik“. Nachdem die Abteilung 1963 in den Volkswirtschaftsrat (VWR) übernommen worden war, leitete er diese zunächst auch, gab sie aber 1965 ab. Von 1964 bis 1965 fungierte er zudem als stellvertretender Vorsitzender des Volkswirtschaftsrats.
1966 wechselte er als Abteilungsleiter ins Ministerium für Elektrotechnik und Elektronik. Ab März 1969 wirkte er als stellvertretender Minister für Elektrotechnik und Elektronik mit dem Verantwortungsbereich „Außenwirtschaftliche Beziehungen“. 1978 wurde er zum Sonderbeauftragten der Regierung der DDR in der SLAVJ ernannt. Das Kürzel SLAVJ steht für Sozialistische Libysch-Arabische Volks-Jamahirija und bezeichnete Libyen unter der Regentschaft Muammar al-Gaddafis. Wekker hatte Vereinbarungen bezüglich ökonomischer und wissenschaftlich-technischer Zusammenarbeit (inklusive Expertenaustausch), Kulturabkommen, Fragen des See- und Luftverkehrs und vor allem zu Kreditvergaben zu treffen.
Wekker trat 1946 in die SED ein und war von 1963 bis 1971 Kandidat des Zentralkomitees der SED.

## Auszeichnungen
- 1981: Vaterländischer Verdienstorden in Silber[4]

## Filmografie
- 1961/1962: Ein Tag von sieben Jahren (Kurz-Dokumentation: Beispiele aus dem Alltag für Erfolge im Siebenjahrplan; Beratung)